# Маркиньос
Ма́ркос Аоа́с Корре́а (порт.-браз. Marcos Aoás Corrêa; род. 14 мая 1994 года, Сан-Паулу, Бразилия), более известный как Марки́ньос (порт.-браз. Marquinhos; бразильский португальский: [maʁˈkĩj̃us]) — бразильский футболист, центральный защитник и капитан французского клуба «Пари Сен-Жермен», а также игрок национальной сборной Бразилии. Помимо позиции центрального защитника иногда использовался в амплуа правого защитника и опорного полузащитника. Один из двух бразильцев — победителей Олимпийских игр 2016 и Кубка Америки 2019, второй — Габриэл Жезус.
Карьера Маркоса началась в бразильском «Коринтиансе», в молодёжной системе команд которого он оказался в юном возрасте. После завоевания с клубом Кубка Либертадорес в 2012 году защитника выкупила итальянская «Рома». В составе этого клуба Маркиньос пробыл всего год, выйдя в его составе в финал Кубка Италии. В июле 2013 года он перешёл во французский «Пари Сен-Жермен», заплативший за него на тот момент одну из самых больших сумм для игроков младше 20 лет. После приобретения клубом Давида Луиса в 2014 году Маркиньос стал играть намного реже, в основном выступая на позиции правого защитника, но в 2016 году, после ухода соотечественника из французского клуба Маркиньос получил возможность проявить себя в центре обороны и с тех пор стал игроком основного состава. В 2020 году был назначен капитаном команды. Всего же во Франции он выиграл 35 трофеев, в том числе десять чемпионских титулов, став единственным игроком в истории, которому удалось 10 раз в своей карьере выиграть трофей Лиги 1.
Является лидером по количеству матчей за «Пари Сен-Жермен».
На уровне национальной сборной Маркиньос дебютировал в 2013 году, в это же время принимая участие в матчах команды до 17 и 20 лет. Представлял команду Бразилии на Кубке Америки 2015, 2016, 2019 и 2021 годов, а также чемпионате мира 2018 и 2022.

## Ранние годы
Маркос родился 14 мая 1994 года в бразильском городе Сан-Паулу. Отец, Альваро, является владельцем пивного бара в родном городе игрока. Не единственный футболист в семье, его старший брат Луан играл в молодёжных командах «Сан-Паулу», став впоследствии помогать Маркосу с развитием карьеры, в то время как другой старший брат, Морено, смог построить полноценную футбольную карьеру. Помимо братьев у Маркиньоса есть и сестра Риама.

## Клубная карьера

### «Коринтианс»
Маркиньос — воспитанник клуба «Коринтианс», в системе молодёжных команд которого оказался в 8 лет. С этой командой в 2012 году бразилец выиграл Кубок Сан-Паулу среди юниоров. В том же году Маркиньос начал тренироваться с основным составом клуба. 29 января впервые попал в заявку основной команды на матч против «Линенсе» в Лиге Паулисте. 18 февраля дебютировал в основе команды в матче с «Сан-Каэтано», в котором провёл на поле все 90 минут, а его команда выиграла со счётом 1:0. 20 мая футболист сыграл свой первый матч в чемпионате Бразилии, в котором «Коринтианс» потерпел поражение от «Флуминенсе» со счётом 0:1.
До конца сезона Маркиньос принял участие ещё в 5 матчах, а также остался на скамейке запасных в финале Кубка Либертадорес 2012 года против «Боки Хуниорс», в котором его клуб одержал победу.

### «Рома»
В июле 2012 года Маркиньос присоединился к итальянской «Роме», заплатившей за годичную аренду молодого бразильца 1,5 млн евро. Вдобавок ко всему «джалоросси» завладели правом выкупа контракта игрока по окончании арендного соглашения за 3 млн евро. В новом клубе Маркиньос был вынужден сменить привычное прозвище, которое писалось на его футболке, на своё настоящее имя «Маркос», именно оно печаталось на игровой форме футболиста в течение всего сезона для избежания путаницы с его товарищем по команде Маркиньо.
16 сентября произошёл дебют Маркиньоса в новом клубе, тренер команды Зденек Земан выпустил бразильца на поле в концовке матча, заменив им Ивана Пириса, но «Роме» это не помогло — она проиграла «Болонье» со счётом 2:3. С начала октября Земан был впечатлён игрой бразильца, отмечая его высокую скорость. Тренер решил наигрывать молодого Маркиньоса в паре с бывшим партнёром по «Коринтиансу» Леандро Кастаном, убрав из основного состава опытного Николасса Бурдиссо. 22 декабря в матче против «Милана» Маркиньос получил прямую красную карточку за грубый фол на Стефане Эль-Шаарави.В своём единственном сезоне в Италии бразилец провёл 26 матчей в Серии А и четыре — в Кубке Италии. 26 мая Маркиньос провёл все 90 минут на позиции правого защитника в финале национального кубка, в котором «Рома» уступила «Лацио» со счётом 0:1.

### «Пари Сен-Жермен»

#### 2013—2016
19 июля 2013 года Маркиньос перешёл в «Пари Сен-Жермен» за 31,4 млн евро, подписав пятилетний контракт с клубом. По данным BBC Sport, на тот момент это была самая большая сумма, заплаченная за игрока, не достигшего 20 лет. Французский новостной канал BFM TV обозначил этот переход одним из самых дорогих трансферов в истории среди защитников, Маркиньоса опережали только Рио Фердинанд, Тиагу Силва, Лилиан Тюрам и Дани Алвес.
Я рад присоединиться к «Пари Сен-Жермен», клубу, в котором на высоком уровне играло очень много бразильцев, а я надеюсь продолжить эту традицию. Я сделаю всё, что в моих силах, чтобы позволить клубу написать свою успешную историю. «Пари Сен-Жермен» позволит мне улучшить уровень своей игры и прогрессировать, играя рядом с настоящими мастерами своего дела.
 Трансфер Маркиньоса в «Пари Сен-Жермен» был под угрозой срыва из-за неудовлетворительного медицинского осмотра. По словам матери игрока, он просто был болен, однако французское издание Le Parisien распространило слухи о том, что у бразильца в этот момент был гепатит, тем не менее впоследствии эта информация была опровергнута. 17 сентября Маркиньос дебютировал в составе «Пари Сен-Жермен», отличившись в дебютном матче забитым мячом: французский клуб победил греческий «Олимпиакос» со счётом 4:1. Мяч, забитый Маркиньосом, стал первым за всю его клубную карьеру. Пять дней спустя Маркиньос дебютировал в матче чемпионата Франции против «Монако». 28 сентября, в матче против «Тулузы», Маркиньос впервые отличился забитым мячом в чемпионате Франции. 2 октября бразилец отличился забитым мячом в матче Лиги чемпионов против «Бенфики».
2 августа Маркиньос впервые появился на поле в сезоне 2014/15, проведя все 90 минут матча Суперкубка Франции против «Генгама». На 32-й минуте этого матча бразилец сфолил на Клаудио Бовю в своей штрафной, из-за чего в ворота парижского клуба был назначен пенальти, но вратарь «Пари Сен-Жермен» Сальваторе Сиригу оставил свои ворота в неприкосновенности, не позволив Мустафе Ятабаре реализовать свой удар, матч окончился со счётом 2:0. Свой первый гол в этом сезоне Маркиньос забил 24 сентября, в матче против «Кана», замкнув головой подачу Хавьера Пасторе. 26 марта продлил свой контракт с клубом до 2019 года. Президент клуба Нассер Аль-Хелаифи поделился своим мнением относительно продления контракта с игроком: «Самые большие клубы Европы были заинтересованы в подписании Маркиньоса, поэтому продление контракта с ним укрепляет положение клуба как долгосрочного и амбициозного проекта». На позиции правого защитника Маркиньос принял участие в матче против «Марселя», в нём вся защитная линия «Пари Сен-Жермен» состояла из бразильцев (сам Маркиньос, Максвелл, Тиагу Силва и Давид Луис). В этом матче Маркиньос отличился забитым мячом. Шесть дней спустя Маркиньос появился в составе «парижан» в матче финала Кубка французской лиги против «Бастии», этот матч окончился со счётом 4:0 и стал 34-м для Маркиньоса подряд без поражений. Таким образом, он превзошёл рекорд, установленный Джорджем Веа. 16 мая «Пари Сен-Жермен» выиграл свой третий подряд титул чемпионата Франции, победив «Монпелье» со счётом 2:1, а Маркиньос же сыграл в этом матче только последние 12 минут, заменив Йоана Кабая.
Для «Пари Сен-Жермен» сезон 2015/16 начался с победного матча Суперкубка Франции против «Лиона», окончившегося со счётом 2:0, Маркиньос в этом матче участия не принял, оставшись на скамейке запасных, его место на правом краю обороны занял Серж Орье. В конце летнего трансферного окна, согласно информации Sky Sports, бразильцем серьёзно интересовался лондонский «Челси», клуб сделал несколько попыток купить игрока, предложив сумму в диапазоне от 25,7 до 40,4 млн фунтов, но «Пари Сен-Жермен» ответил отказом. В течение сезона Маркиньос довольно редко начинал матчи в основном составе, тренерский штаб отдавал предпочтение более сыгранным по сборной Бразилии Тиагу Силве и Давиду Луису. Один из бывших защитников команды, Алекс, рекомендовал Маркиньосу покинуть команду, так как игрок являлся «востребованной целью многих больших европейских команд, в которых ему было бы предоставлено гораздо больше шансов проявить себя». В феврале 2016 года Силва раскритиковал агентство, представляющее интересы как Маркиньоса, так и Луиса за то, что оно привело в один клуб двух игроков одной позиции. Это привело к нехватке игровой практики и препятствиям в развитии Маркиньоса.
2 марта Маркиньос забил свой первый гол в сезоне; «парижане» обыграли «Сент-Этьен» со счётом 3:1. После того, как команду покинул Серж Орье, Маркиньос стал основным правым защитником команды, сыграв в матче Лиги чемпионов против «Челси». 23 апреля он сыграл в матче финала Кубка французской лиги против «Лилля», окончившегося со счётом 2:1. 21 мая Маркиньос вновь принял участие в финале турнира, на этот раз — кубка Франции, «Пари Сен-Жермен» обыграл «Марсель» со счётом 4:2, тем самым выиграв все четыре внутренних трофея второй раз подряд.

#### 2016—2021
Маркиньос пропустил матч Суперкубка Франции в 2016 году в связи с участием в Олимпийских играх 2016 года в составе сборной Бразилии, но даже несмотря на отсутствие игрока «парижанам» вновь удалось выиграть этот трофей. Новый тренер парижского клуба Унаи Эмери продал Давида Луиса из команды, в связи с чем именно Маркиньос должен был занять его место в центре обороны. Он забил свой первый мяч в сезоне 26 февраля 2017 года, открыв счёт в матче против «Марселя», счёт — 5:1 в пользу столичного клуба. До этой игры бразилец подтвердил, что ведёт переговоры о новом контракте с клубом. 26 апреля Маркиньос забил пятый гол своей команды в матче полуфинала кубка Франции против «Монако», завершившегося со счётом 5:0. Месяц спустя, в финале этого турнира против «Анже», окончившегося со счётом 1:0, Маркиньос провёл всю игру на позиции центрального защитника в паре с Тиагу Силвой. 14 мая бразилец заявил о том, что «абсолютно точно останется в клубе в следующем сезоне и не будет уходить».
Сезон 2017/18 начался для игрока 29 июля: «Пари Сен-Жермен» победил «Монако» со счётом 2:1 в матче Суперкубка Франции. У клуба начались проблемы с позицией опорного полузащитника. Тиагу Мотта, который был основным опорным полузащитником в команде долгое время, завершил карьеру, а Гжегож Крыховяк перешёл в московский «Локомотив». Единственным номинальным опорным полузащитником в команде остался лишь Лассана Диарра, но он как игрок основы не удовлетворял требованиям нового тренера команды Томаса Тухеля. В результате было принято решение о временном переводе Маркиньоса на позицию опорного полузащитника в паре с Адрианом Рабьо или Марко Верратти, которые были также смещены со своих привычных позиций. 30 января 2018 года в полуфинале Кубка лиги против «Ренна» Маркиньос забил гол, матч окончился со счётом 3:2. «Пари Сен-Жермен» вновь выиграл все четыре внутренних соревнования в сезоне, а Маркиньос заверил фанатов в интервью французской газете Le Figaro, что не собирается покидать клуб в ближайшее время.
Сезон 2019/20 начался для «Пари Сен-Жермен» традиционным матчем за Суперкубок против «Ренна», где «парижане» смогли одержать победу (2:1). Первый гол в этом сезоне Маркиньосу удалось забить 25 августа, на 83-й минуте матча против «Тулузы», завершённого со счётом 4:0. В октябре 2019 года журнал France Football включил Маркиньоса и его партнёра по команде Килиана Мбаппе в список тридцати номинантов на «Золотой мяч». В январе 2020 года бразилец продлил контракт с «Пари Сен-Жермен» до 2024 года. До паузы чемпионата 13 марта 2020 года, вызванной пандемией COVID-19, Маркиньос успел провести 19 матчей, в которых ему удалось забить три гола и отдать одну голевую передачу. 28 апреля 2020 года стало известно, что из-за запрета проведения любых спортивных мероприятий во Франции (включая мероприятия без зрителей) до сентября 2020 года, сезон 2019/20 французской Лиги 1 не будет возобновлён и доигран, по итогам «Пари Сен-Жермен» признан досрочным чемпионом. 15 сентября 2020 года Маркиньос был назначен капитаном «Пари Сен-Жермен». Спустя пять дней, футболист отметился голом в ворота «Ниццы». В январе 2021 года Маркиньос провел трехсотый матч в составе «Пари Сен-Жермен», также войдя в десятку лучших игроков клуба всех времен.

#### 2023—настоящее время
19 мая 2023 года Маркиньос подписал новый долгосрочный контракт с «Пари Сен-Жермен» до 2028 года.

## Карьера в сборной
В 2011 году Маркиньос принял участие в двух крупных международных турнирах в возрастной группе до 17 лет. Весной он поехал на Южноамериканский чемпионат, где провёл три игры, включая выступление в финале турнира, оказавшегося победным. Летом Маркиньос поехал на чемпионат мира. Там защитник провёл все семь матчей, а его команда заняла на турнире четвёртое место.
В октябре 2013 года Маркиньос, имеющий двойное гражданство (португальское и бразильское), заявил, что будет открыт для вызова в сборную Португалии. 31 октября 2013 года Маркиньос получил свой первый вызов в сборную Бразилии от на тот момент главного тренера команды Луиса Фелипе Сколари на товарищеские матчи против сборных Гондураса и Чили. 17 ноября, в матче против сборной Гондураса в Майами состоялся дебют Маркиньоса в национальной команде Бразилии, он вышел на поле, заменив Давида Луиса в концовке матча, окончившегося со счётом 5:0 в пользу Бразилии.
Маркиньос был вызван в состав сборной Бразилии до 21 года на турнире в Тулоне в 2014 году, где защитник смог выступить во всех пяти матчах, чем помог своей сборной одержать победу в данном турнире. Пропустив чемпионат мира, Маркиньос вернулся в сборную в сентябре 2014 года под руководство нового тренера команды — Дунги. Бразилец принял участие в товарищеских матчах против Колумбии и Эквадора. В 2015 году Маркиньос вновь был вызван в состав сборной на Кубок Америки 2015 в Чили, данный турнир стал первым крупным международным турниром для Маркиньоса. 21 июня в финальном матче группового этапа произошёл дебют Маркиньоса на турнире: он заменил Робиньо в заключительные 14 минут матча против сборной Венесуэлы, окончившегося со счётом 2:1, что позволило бразильской сборной занять первое место в группе и выйти в четвертьфинал.
В 2016 году Маркиньос был вызван на Кубок Америки 2016 года, проходивший в США. В первых двух матчах своей сборной Маркиньос выступил в паре с Жилом, впоследствии лишь выйдя на замену Миранде в последнем матче группового этапа; этот матч со сборной Перу закончился поражением со счётом 1:0. Позднее в том же году Маркиньос был включён в состав команды, отправившейся на Летние Олимпийские игры 2016 года. В полуфинале этого турнира против сборной Гондураса в Рио-де-Жанейро Маркиньос отличился забитым мячом, сам матч закончился со счётом 6:0.
10 октября 2017 года из-за травмы Тиагу Силвы Маркиньос вышел на поле против сборной Чили с капитанской повязкой, этот матч проходил в его родном городе — Сан-Паулу. В мае 2018 года Маркиньос был вызван в национальную сборную на чемпионат мира 2018 года в России. На самом турнире бразилец провёл лишь пару минут, выйдя на замену на последних минутах матча против сборной Мексики. 12 сентября Маркиньос отличился первым в карьере забитым мячом за главную сборную Бразилии, это произошло в матче против сборной Сальвадора, окончившегося со счётом 5:0.
В мае 2019 года Маркиньос был включён в состав своей национальной сборной на Кубок Америки, проходивший в Бразилии. Бразильцы стали победителями данного турнира, обыграв национальную команду Перу в финале на стадионе «Маракана» в Рио-де-Жанейро.
9 октября 2020 года Маркиньос забил свой первый гол за сборную Бразилии, открыв счет в квалификационном матче Чемпионата мира 2022 с Боливией.
В июне 2021 года футболист отметился голом в матче Кубка Америки c Венесуэлой. 10 июля Маркиньос вышел на поле в стартовом составе в финальном матче с командой Аргентины, где его команда потерпела поражение.
В ноябре 2022 года Маркиньос был включён в состав Бразилии на Чемпионат мира 2022. В четвертьфинале со сборной Хорватии, после счета 1-1 в основное время, Маркиньос был четвёртым исполнителем пенальти. Однако, его попадание в штангу не позволило Бразилии одержать победу.

## Стиль игры
На протяжении всей своей карьеры Маркиньос считается центральным защитником, однако помимо своей основной позиции может сыграть и на нескольких других, например на месте правого защитника или опорного полузащитника. Отличается высокой для игрока обороны, скоростью, а также высоким футбольным интеллектом и техническими навыками, самообладанием и уверенностью при владении мячом, что позволяет ему быстро разрушать атаки противника и впоследствии отдавать мяч своим партнёрам. В январе 2014 года Маркиньос был назван британской газетой The Observer одним из десяти самых перспективных молодых игроков в Европе.
При переходе в «Рому» сам Маркиньос назвал себя «быстрым игроком с хорошим пониманием правильной позиционной игры». Помимо этого Маркиньос назвал Тиагу Силву своим образцом для подражания. В марте 2015 года бразилец дал интервью изданию FourFourTwo, в котором поделился тем, что компенсирует свой невысокий для защитника рост своей силой и скоростью, помогающей ему опережать других игроков, именно эти атрибуты футболист оттачивает усерднее всего. Маркиньос уточняет, что в процессе своего становления ему очень помог Клод Макелеле, работавший помощником тренера в «Пари Сен-Жермен». Помимо Макелеле Марикиньос благодарит и бывшего главного тренера парижского клуба Лорана Блана, научившего его правильному нахождению позиции на поле, так как сам Блан играл на позиции защитника и имел большой опыт.

## Личная жизнь
В мае 2015 года Маркиньос дал интервью изданию Le Parisien, поделившись информацией о начале отношений с бразильской певицей и телеведущей Кэрол Кабрино. Он сделал ей предложение руки и сердца на Эйфелевой башне. 2 июля 2016 года пара поженилась. 1 ноября 2017 года Маркиньос стал отцом: на свет появилась его дочь Мария Эдуарда. Роды начались во время просмотра Кэрол матча Лиги чемпионов против «Андерлехта», в котором принимал участие Маркиньос. 6 декабря 2019 у пары родился сын Энрико, а 4 апреля 2022 — дочь Мартина.

## Статистика

### Клубная статистика
| Клуб             | Сезон            | Лига | Лига | Кубок страны | Кубок страны | Кубок лиги | Кубок лиги | Еврокубки | Еврокубки | Прочие | Прочие | Итого | Итого |
| Клуб             | Сезон            | Игры | Голы | Игры         | Голы         | Игры       | Голы       | Игры      | Голы      | Игры   | Голы   | Игры  | Голы  |
| ---------------- | ---------------- | ---- | ---- | ------------ | ------------ | ---------- | ---------- | --------- | --------- | ------ | ------ | ----- | ----- |
| Коринтианс       | 2012             | 6    | 0    | —            | —            | —          | —          | —         | —         | 8      | 0      | 14    | 0     |
| Коринтианс       | Итого            | 6    | 0    | 0            | 0            | 0          | 0          | 0         | 0         | 8      | 0      | 14    | 0     |
| Рома             | 2012/13          | 26   | 0    | 4            | 0            | —          | —          | —         | —         | —      | —      | 30    | 0     |
| Рома             | Итого            | 26   | 0    | 4            | 0            | 0          | 0          | 0         | 0         | 0      | 0      | 30    | 0     |
| Пари Сен-Жермен  | 2013/14          | 21   | 2    | 1            | 0            | 2          | 0          | 8         | 3         | 0      | 0      | 32    | 5     |
| Пари Сен-Жермен  | 2014/15          | 25   | 2    | 5            | 0            | 4          | 0          | 7         | 0         | 1      | 0      | 42    | 2     |
| Пари Сен-Жермен  | 2015/16          | 29   | 1    | 5            | 1            | 3          | 0          | 6         | 0         | 0      | 0      | 43    | 2     |
| Пари Сен-Жермен  | 2016/17          | 29   | 3    | 5            | 1            | 2          | 0          | 8         | 0         | 0      | 0      | 44    | 4     |
| Пари Сен-Жермен  | 2017/18          | 26   | 0    | 3            | 1            | 3          | 1          | 8         | 0         | 1      | 0      | 41    | 2     |
| Пари Сен-Жермен  | 2018/19          | 30   | 3    | 4            | 0            | 2          | 0          | 7         | 1         | 1      | 0      | 44    | 4     |
| Пари Сен-Жермен  | 2019/20          | 19   | 3    | 2            | 0            | 4          | 1          | 11        | 2         | 1      | 0      | 37    | 6     |
| Пари Сен-Жермен  | 2020/21          | 25   | 3    | 4            | 0            | —          | —          | 10        | 3         | 1      | 0      | 40    | 6     |
| Пари Сен-Жермен  | 2021/22          | 32   | 5    | 0            | 0            | —          | —          | 8         | 0         | 0      | 0      | 40    | 5     |
| Пари Сен-Жермен  | 2022/23          | 33   | 2    | 2            | 0            | —          | —          | 8         | 0         | 1      | 0      | 44    | 2     |
| Пари Сен-Жермен  | 2023/24          | 21   | 0    | 4            | 0            | —          | —          | 10        | 0         | 1      | 0      | 36    | 0     |
| Пари Сен-Жермен  | 2024/25          | 5    | 0    | 0            | 0            | —          | —          | 0         | 0         | 0      | 0      | 1     | 0     |
| Итого            | 294              | 24   | 35   | 3            | 20           | 2          | 92         | 9         | 7         | 0      | 448    | 38    |       |
| Всего за карьеру | Всего за карьеру | 322  | 24   | 39           | 3            | 20         | 2          | 91        | 9         | 15     | 0      | 477   | 38    |

1. ↑  Кубок Италии, Кубок Бразилии, Кубок Франции.
2. ↑  Кубок французской лиги.
3. ↑  Лига чемпионов УЕФА.
4. ↑  Суперкубок Франции, Лига Паулиста.

### Статистика за сборную
| Сборная  | Год   | Отборочные матчи ЧМ | Отборочные матчи ЧМ | Финальные матчи ЧМ | Финальные матчи ЧМ | Матчи Кубка Америки | Матчи Кубка Америки | Товарищеские матчи | Товарищеские матчи | Итого | Итого |
| Сборная  | Год   | Игры                | Голы                | Игры               | Голы               | Игры                | Голы                | Игры               | Голы               | Игры  | Голы  |
| -------- | ----- | ------------------- | ------------------- | ------------------ | ------------------ | ------------------- | ------------------- | ------------------ | ------------------ | ----- | ----- |
| Бразилия | 2013  | —                   | —                   | —                  | —                  | —                   | —                   | 1                  | 0                  | 1     | 0     |
| Бразилия | 2014  | —                   | —                   | —                  | —                  | —                   | —                   | 3                  | 0                  | 3     | 0     |
| Бразилия | 2015  | 2                   | 0                   | —                  | —                  | 1                   | 0                   | 2                  | 0                  | 5     | 0     |
| Бразилия | 2016  | 6                   | 0                   | —                  | —                  | 2                   | 0                   | —                  | —                  | 8     | 0     |
| Бразилия | 2017  | 6                   | 0                   | —                  | —                  | —                   | —                   | 1                  | 0                  | 7     | 0     |
| Бразилия | 2018  | —                   | —                   | 1                  | 0                  | —                   | —                   | 8                  | 1                  | 9     | 1     |
| Бразилия | 2019  | —                   | —                   | —                  | —                  | 6                   | 0                   | 8                  | 0                  | 14    | 0     |
| Бразилия | 2020  | 4                   | 1                   | —                  | —                  | —                   | —                   | —                  | —                  | 4     | 1     |
| Бразилия | 2021  | 7                   | 1                   | —                  | —                  | 6                   | 1                   | —                  | —                  | 13    | 2     |
| Бразилия | 2022  | 3                   | 0                   | 5                  | 0                  | —                   | —                   | 4                  | 1                  | 12    | 1     |
| Бразилия | 2023  | 1                   | 0                   | —                  | —                  | —                   | —                   | 2                  | 1                  | 3     | 1     |
| Итого    | Итого | 29                  | 2                   | 6                  | 0                  | 14                  | 1                   | 29                 | 3                  | 79    | 6     |

### Список матчей за сборную
| Матчи Маркиньоса за национальную сборную Бразилии | Матчи Маркиньоса за национальную сборную Бразилии | Матчи Маркиньоса за национальную сборную Бразилии | Матчи Маркиньоса за национальную сборную Бразилии | Матчи Маркиньоса за национальную сборную Бразилии | Матчи Маркиньоса за национальную сборную Бразилии | Матчи Маркиньоса за национальную сборную Бразилии |
| №                                                 | Дата                                              | Соперник                                          | Счёт                                              | Голы Маркиньоса                                   | Соревнование                                      |                                                   |
| ------------------------------------------------- | ------------------------------------------------- | ------------------------------------------------- | ------------------------------------------------- | ------------------------------------------------- | ------------------------------------------------- | ------------------------------------------------- |
| 1                                                 | 17 ноября 2013                                    | Гондурас                                          | 5:0                                               | —                                                 | Товарищеский матч                                 |                                                   |
| 2                                                 | 5 сентября 2014                                   | Колумбия                                          | 1:0                                               | —                                                 | Товарищеский матч                                 |                                                   |
| 3                                                 | 9 сентября 2014                                   | Эквадор                                           | 1:0                                               | —                                                 | Товарищеский матч                                 |                                                   |
| 4                                                 | 18 ноября 2014                                    | Австрия                                           | 2:1                                               | —                                                 | Товарищеский матч                                 |                                                   |
| 5                                                 | 11 июня 2015                                      | Гондурас                                          | 1:0                                               | —                                                 | Товарищеский матч                                 |                                                   |
| 6                                                 | 21 июня 2015                                      | Венесуэла                                         | 2:1                                               | —                                                 | Кубок Америки 2015. Групповой этап                |                                                   |
| 7                                                 | 9 сентября 2015                                   | США                                               | 4:1                                               | —                                                 | Товарищеский матч                                 |                                                   |
| 8                                                 | 9 октября 2015                                    | Чили                                              | 0:2                                               | —                                                 | Отборочные матчи ЧМ-2018                          |                                                   |
| 9                                                 | 14 октября 2015                                   | Венесуэла                                         | 3:1                                               | —                                                 | Отборочные матчи ЧМ-2018                          |                                                   |
| 10                                                | 5 июня 2016                                       | Эквадор                                           | 0:0                                               | —                                                 | Кубок Америки 2016. Групповой этап                |                                                   |
| 11                                                | 9 июня 2016                                       | Республика Гаити                                  | 7:1                                               | —                                                 | Кубок Америки 2016. Групповой этап                |                                                   |
| 12                                                | 1 сентября 2016                                   | Эквадор                                           | 3:0                                               | —                                                 | Отборочные матчи ЧМ-2018                          |                                                   |
| 13                                                | 7 сентября 2016                                   | Колумбия                                          | 2:1                                               | —                                                 | Отборочные матчи ЧМ-2018                          |                                                   |
| 14                                                | 7 октября 2016                                    | Боливия                                           | 5:0                                               | —                                                 | Отборочные матчи ЧМ-2018                          |                                                   |
| 15                                                | 12 октября 2016                                   | Венесуэла                                         | 2:0                                               | —                                                 | Отборочные матчи ЧМ-2018                          |                                                   |
| 16                                                | 11 ноября 2016                                    | Аргентина                                         | 3:0                                               | —                                                 | Отборочные матчи ЧМ-2018                          |                                                   |
| 17                                                | 16 ноября 2016                                    | Перу                                              | 2:0                                               | —                                                 | Отборочные матчи ЧМ-2018                          |                                                   |
| 18                                                | 23 марта 2017                                     | Уругвай                                           | 4:1                                               | —                                                 | Отборочные матчи ЧМ-2018                          |                                                   |
| 19                                                | 28 марта 2017                                     | Парагвай                                          | 3:0                                               | —                                                 | Отборочные матчи ЧМ-2018                          |                                                   |
| 20                                                | 31 августа 2017                                   | Эквадор                                           | 2:0                                               | —                                                 | Отборочные матчи ЧМ-2018                          |                                                   |
| 21                                                | 5 сентября 2017                                   | Колумбия                                          | 1:1                                               | —                                                 | Отборочные матчи ЧМ-2018                          |                                                   |
| 22                                                | 5 октября 2017                                    | Боливия                                           | 0:0                                               | —                                                 | Отборочные матчи ЧМ-2018                          |                                                   |
| 23                                                | 10 октября 2017                                   | Чили                                              | 3:0                                               | —                                                 | Отборочные матчи ЧМ-2018                          |                                                   |
| 24                                                | 11 февраля 2017                                   | Англия                                            | 0:0                                               | —                                                 | Товарищеский матч                                 |                                                   |
| 25                                                | 3 июня 2018                                       | Хорватия                                          | 2:0                                               | —                                                 | Товарищеский матч                                 |                                                   |
| 26                                                | 10 июня 2018                                      | Австрия                                           | 3:0                                               | —                                                 | Товарищеский матч                                 |                                                   |
| 27                                                | 2 июля 2018                                       | Мексика                                           | 2:0                                               | —                                                 | ЧМ-2018. 1/8 финала                               |                                                   |
| 28                                                | 7 сентября 2018                                   | США                                               | 2:0                                               | —                                                 | Товарищеский матч                                 |                                                   |
| 29                                                | 11 сентября 2018                                  | Сальвадор                                         | 5:0                                               | 90′                                               | Товарищеский матч                                 |                                                   |
| 30                                                | 12 октября 2018                                   | Саудовская Аравия                                 | 2:0                                               | —                                                 | Товарищеский матч                                 |                                                   |
| 31                                                | 16 октября 2018                                   | Аргентина                                         | 1:0                                               | —                                                 | Товарищеский матч                                 |                                                   |
| 32                                                | 16 ноября 2018                                    | Уругвай                                           | 1:0                                               | —                                                 | Товарищеский матч                                 |                                                   |
| 33                                                | 20 ноября 2018                                    | Камерун                                           | 1:0                                               | —                                                 | Товарищеский матч                                 |                                                   |
| 34                                                | 26 марта 2019                                     | Чехия                                             | 3:1                                               | —                                                 | Товарищеский матч                                 |                                                   |
| 35                                                | 5 июня 2019                                       | Катар                                             | 2:0                                               | —                                                 | Товарищеский матч                                 |                                                   |
| 36                                                | 9 июня 2019                                       | Гондурас                                          | 7:0                                               | —                                                 | Товарищеский матч                                 |                                                   |
| 37                                                | 14 июня 2019                                      | Боливия                                           | 3:0                                               | —                                                 | Кубок Америки 2019. Групповой этап                |                                                   |
| 38                                                | 18 июня 2019                                      | Венесуэла                                         | 0:0                                               | —                                                 | Кубок Америки 2019. Групповой этап                |                                                   |
| 39                                                | 22 июня 2019                                      | Перу                                              | 5:0                                               | —                                                 | Кубок Америки 2019. Групповой этап                |                                                   |
| 40                                                | 27 июня 2019                                      | Парагвай                                          | 0:0 (п. 4:3)                                      | —                                                 | Кубок Америки 2019. 1/4 финала                    |                                                   |
| 41                                                | 2 июля 2019                                       | Аргентина                                         | 2:0                                               | —                                                 | Кубок Америки 2019. 1/2 финала                    |                                                   |
| 42                                                | 7 июля 2019                                       | Перу                                              | 3:1                                               | —                                                 | Кубок Америки 2019. Финал                         |                                                   |
| 43                                                | 6 сентября 2019                                   | Колумбия                                          | 2:2                                               | —                                                 | Товарищеский матч                                 |                                                   |
| 44                                                | 10 сентября 2019                                  | Перу                                              | 0:1                                               | —                                                 | Товарищеский матч                                 |                                                   |
| 45                                                | 10 октября 2019                                   | Сенегал                                           | 1:1                                               | —                                                 | Товарищеский матч                                 |                                                   |
| 46                                                | 13 октября 2019                                   | Нигерия                                           | 1:1                                               | —                                                 | Товарищеский матч                                 |                                                   |
| 47                                                | 19 ноября 2019                                    | Республика Корея                                  | 3:0                                               | —                                                 | Товарищеский матч                                 |                                                   |
| 48                                                | 9 октября 2020                                    | Боливия                                           | 5:0                                               | 16′                                               | Отборочные матчи ЧМ-2022                          |                                                   |
| 49                                                | 13 октября 2020                                   | Перу                                              | 4:2                                               | —                                                 | Отборочные матчи ЧМ-2022                          |                                                   |
| 50                                                | 13 ноября 2020                                    | Венесуэла                                         | 1:0                                               | —                                                 | Отборочные матчи ЧМ-2022                          |                                                   |
| 51                                                | 17 ноября 2020                                    | Уругвай                                           | 2:0                                               | —                                                 | Отборочные матчи ЧМ-2022                          |                                                   |

Итого: 51 матч / 2 гола; 41 победа, 8 ничьих, 2 поражения.

## Достижения

### Командные
«Коринтианс»
- Обладатель Кубка Либертадорес: 2012

«Пари Сен-Жермен»
- Чемпион Франции (10): 2013/14, 2014/15, 2015/16, 2017/18, 2018/19, 2019/20, 2021/22, 2022/23, 2023/24, 2024/25
- Обладатель Кубка Франции (8): 2014/15, 2015/16, 2016/17, 2017/18, 2019/20, 2020/21, 2023/24, 2024/25
- Обладатель Кубка французской лиги (6): 2013/14, 2014/15, 2015/16, 2016/17, 2017/18, 2019/20
- Обладатель Суперкубка Франции (9): 2014, 2015, 2017, 2018, 2019, 2020, 2022, 2023, 2024
- Победитель Лиги чемпионов УЕФА: 2024/25
- Обладатель Суперкубка УЕФА: 2025

Сборная Бразилии
- Чемпион Южной Америки среди юношей (до 17 лет): 2011
- Победитель Кубка Сан-Паулу среди юниоров: 2012
- Победитель турнира в Тулоне среди молодёжных команд (до 20 лет): 2014
- Олимпийский чемпион: 2016
- Победитель Кубка Америки: 2019
- Финалист Кубка Америки: 2021

### Личные
- Входит в символическую «сборную года» Лиги 1 по версии НПСФ (6): 2017/18[99], 2018/19[100], 2020/21[101], 2021/22[102], 2023/24[103], 2024/25[104]
- Входит в символическую сборную Лиги чемпионов УЕФА (3): 2019/20[105], 2020/21[106], 2024/25[107]
- Входит в символическую сборную Кубка Америки по версии КОНМЕБОЛ: 2021